# Roger Boyle
Pour les articles homonymes, voir Roger Boyle (homonymie) et Boyle.
Roger Boyle (25 avril 1621 – 16 octobre 1679), 1er comte d'Orrery, est un soldat britannique, un homme d'État et un dramaturge. Il est le troisième fils survivant de Richard Boyle (1er comte de Cork), et de sa seconde femme, Catherine Fenton. Il est créé « baron de Broghill » le 28 février 1627. Boyle se bat pendant les guerres confédérées irlandaises, qui sont le volet irlandais des guerres des Trois Royaumes, et, par la suite, il est connu pour son antagonisme à l'encontre des Irlandais catholiques et de leurs aspirations politiques. Il est aussi un dramaturge reconnu et un écrivain des guerres du XVIIe siècle.

## Une éducation coloniale
Roger Boyle reçoit le prénom du premier fils de ses parents, mort à neuf ans. La famille Boyle s'établit en Irlande à la fin du XVIe siècle, son père, Richard Boyle, devenant comte de Cork et obtenant de vastes terres et revenus, en grande partie aux dépens des lords irlandais locaux. Roger Boyle fait ses études à Trinity College de Dublin.

## Rébellion et guerre civile
Boyle voyage en France et en Italie, et prend part aux guerres des évêques contre les Écossais en rentrant chez lui. Il retourne en Irlande au début de la Rébellion irlandaise de 1641, et se bat avec ses frères contre les rebelles irlandais à la bataille de Liscarroll en septembre 1642. Mais Boyle et les Anglais se retrouvent vulnérables en Irlande au moment du déclenchement de la Première Révolution anglaise. Bien qu'à l'origine il soit sous le commandement du royaliste marquis d'Ormonde, qui devient plus tard James Butler, 1er duc d'Ormonde, Lord Broghill consent à servir sous les ordres des commissaires parlementaires à Cork contre la Confédération irlandaise. Boyle se bat avec les Parlementaires jusqu'à l'exécution du roi Charles Ier. Il se retire alors des affaires publiques et s'installe dans sa résidence de Marston Magna dans le Somersetshire.
Il est plus tard à l'origine d'un plan visant à rétablir la royauté. Projetant de partir à l'étranger pour consulter Charles II, il rencontre de manière imprévue Oliver Cromwell à Londres. Cromwell l'informe que son plan est parfaitement connu du conseil, et l'avertit des conséquences s'il persiste. Cromwell lui offre un commandement en Irlande contre les rebelles, qui n'entraînerait aucune obligation de sa part, si ce n'est un engagement loyal. Il accepte.
Son concours s'avère très précieux en Irlande durant la conquête cromwellienne de l'Irlande. Nommé grand maître de l'artillerie, il rassemble bientôt un corps d'infanterie et de cavaliers, et repousse les rebelles dans Kilkenny, où ils se rendent. Il persuade aussi la garnison royaliste de Cork, une troupe où il a servi au début de la guerre, de se ranger du côté des Parlementaires. Le 10 mai 1650 à la bataille de Macroom, il bat complètement une force irlandaise qui s'avançait pour secourir Cork, puis, en se joignant à Cromwell, il aide celui-ci à prendre la place. Lors du départ de Cromwell pour l'Écosse, il coopère avec Henry Ireton, qu'il rejoint au siège de Limerick. En 1651 à la bataille de Knocknaclashy, il défait une force irlandaise, sous les ordres de Lord Muskerry, qui s'avançait pour prêter main-forte à Limerick. C'est la dernière bataille des Guerres confédérées irlandaises, qui s'achèvent par la prise de la ville.
À ce moment, Broghill est devenu un ami fidèle et un partisan de Cromwell, dont les mesures rigoureuses en Irlande et le soutien des Anglais et des protestants sont bien accueillis, après la politique de compromis initiée par Charles Ier. Il est élu aux parlements de Cromwell de 1654 et de 1656 comme député du Comté de Cork, et aussi dans la dernière assemblée d'Édimbourg, où il choisit de siéger. Il sert cette année-là comme lord président du conseil d'Écosse, où il devient très populaire. Quand il rentre en Angleterre, il est intégré dans le cabinet intérieur du conseil de Cromwell, et est nommé en 1657 membre de la Chambre des Lords de Cromwell. Il est l'un des plus chauds partisans de l'accession de Cromwell au trône et il suggère une union entre Frances, la fille du Lord-protecteur, et Charles II.

## Restauration
À la mort d'Oliver Cromwell, il apporte son soutien à Richard Cromwell; mais lorsqu'il voit qu'il n'est pas possible de maintenir le gouvernement, il part pour l'Irlande, où il reprend son commandement du Munster. Il sécurise l'île pour Charles, et il anticipe les ouvertures de Monk en invitant le roi à débarquer à Cork. Il siège pour Arundel à la Convention irlandaise de 1660 et au Parlement de 1661. À la Restauration en Irlande, il jouit d'une grande faveur. Le 5 septembre 1660, il est créé comte d'Orrery. La même année, il est nommé Lord justice d'Irlande et rédige l'Act of Settlement. En 1661, il fonde la ville de Charleville, près de ses terres de Broghill. Pourtant son manoir de Broghill est incendié par les forces irlandaises vers la fin du siècle. Il continue à exercer ses fonctions de Lord President du Munster jusqu'en 1668, année où il démissionne à cause de différends avec le duc d'Ormonde, nommé Lord lieutenant d'Irlande.
Le 25 novembre, il est mis en accusation par la Chambre des communes pour « avoir levé de l'argent de sa propre autorité sur des sujets de sa Majesté », mais la prorogation du parlement par le roi interrompt la procédure, qui n'est plus renouvelée ensuite. Il se marie avec Lady Margaret Howard, 3e fille de Theophilus Howard (2e comte de Suffolk), dont les charmes sont célébrés par Suckling dans son poème The Bride. Avec elle, il a, en plus de cinq filles, deux fils, dont l'aîné, Roger Boyle (2e comte d'Orrery), lui succède comme second comte d'Orrery.

## Écrits de Boyle
En plus de ses réussites militaires et administratives, le lord d'Orrery gagne quelque renommée comme écrivain et comme dramaturge. Il est l'auteur de :
- An Answer to a Scandalous Letter ... A Full Discovery of the Treachery of the Irish Rebels (1662), imprimé avec la lettre elle-même dans ses State Letters (1742)
- Une autre réponse à la même lettre intitulée Irish Colors Displayed …, qui lui est aussi attribuée
- Parthenissa, roman (1651, 1654 – 56, 1669)
- English-Adventures by a Person of Honor (1676), à partir duquel Otway tira sa tragédie The Orphan, or The Unhappy Marriage
- Treatise of the Art of War (1677), un ouvrage ayant une valeur historique considérable

Il a écrit aussi quelques poèmes et des vers de peu d'intérêt :
- On His Majesty's Happy Restoration (non imprimé)
- On the Death of Abraham Cowley (1677)
- The Dream (non imprimé)
- Poems on most of the Festivals of the Church (1681)

Pièces de théâtre en vers, ayant quelque intérêt littéraire, mais de peu de mérite théâtral :
- Henry V, tragédie, 1664
- The Generall, tragi-comédie, 1664
- Mustapha, tragédie, 1665
- Tryphon, tragédie jouée en 1668
- The Black Prince, tragédie jouée en 1667, imprimée en 1669
- Herod the Great, tragédie non jouée, publiée en 1694
- Altemira, tragédie, 1702
- Guzman, comédie, 1669
- Mr. Anthony, comédie, 1690

Une édition complète fut publiée en 1737, à laquelle fut ajoutée la comédie de Charles Boyle, 4e comte d'Orrery As you find it. The General lui est aussi attribué.

### Autres écrits et bibliographie
- State Letters of Roger Boyle, 1st Earl of Orrery, ed. with his life par Th. Morrice (1742);
- Additional manuscripts (Brit. Mus.), 25,287 (correspondance quand il était gouverneur de  Munster), et 32,095 sqq. 109-188 (lettres);
- Article dans le Dictionary of National Biography
- Anthony Wood, Athenae Oxonienses, iii. 1200;
- Andrew Kippis, Biographia
- Orrery Papers, éd. par Lady Cork and Orrery (1893) (Préface);
- John Thomas Gilbert (éditeur), Contemporary Hist. of Affairs in Ireland, (1879–1880);
- Calendar of State Pap., Irish and Domestic.